# Archiv für Medienrecht und Medienwissenschaft
Das Archiv für Medienrecht und Medienwissenschaft (abgekürzt: UFITA) ist eine Fachzeitschrift zum Urheber- und Medienrecht sowie zur Kommunikations- und Medienwissenschaft. Es handelt sich um die konzeptionell neu ausgerichtete Nachfolgerin des bis 2016, zuletzt unter der Schriftleitung von Manfred Rehbinder, aufgelegten Archivs für Urheber- und Medienrecht (ISSN 1424-4276). Seit 2018 erscheint sie halbjährlich.

## Entwicklung und Ausrichtung bis 2016
Die Zeitschrift wurde 1928 als „Archiv für Urheber-, Film- und Theaterrecht“ gegründet und erschien zunächst in Berlin beim Springer Verlag. Hieraus erklärt sich die Abkürzung „UFITA“, die später nicht mehr mit dem Titel der Zeitschrift korrespondierte. Zunächst wurde die Zeitschrift unter anderem von Ernst Heymann, Otto Opet, Albrecht Mendelssohn Bartholdy und Julius Magnus herausgegeben. Die Schriftleitung lag in den Händen von Paul Dienstag, Walter Siegel und Willy Hoffmann, der nach der Machtergreifung der Nationalsozialisten und Entlassung der jüdischen Juristen als einziger Schriftleiter übrig blieb. Nach dem Tod von Willy Hoffmann im Jahr 1942 übernahm Georg Roeber die Schriftleitung. Mit dem 17. Band (1944) wurde das Erscheinen zunächst eingestellt.
Ab 1954 wurde die Zeitschrift unter der Ägide von Georg Roeber und nach dessen Tod von Manfred Rehbinder im Berner Stämpfli Verlag fortgeführt. Seit dem 18. Band erschien sie fortan unter dem Titel „Archiv für Urheber-, Film-, Funk- und Theaterrecht“ im kompakteren DIN-A5-Format. Im Jahr 2000 erfolgte die Umbenennung in „Archiv für Urheber- und Medienrecht“.
Viele namhafte Wissenschaftler haben vereinzelt oder häufiger in der UFITA publiziert, so beispielsweise Eugen Ulmer, Bruno Marwitz, Alexander Elster, Alfred Baum, Hans-Otto de Boor, Wenzel Goldbaum, Heinrich Hubmann, Adolf Dietz, Reto M. Hilty, Ulrich Loewenheim, Haimo Schack und Manfred Rehbinder. Die UFITA enthielt regelmäßig längere Abhandlungen sowie, insbesondere in jüngeren Jahrgängen, in jedem der etwa drei Bände pro Jahr eine große Anzahl von Rezensionen. Zudem dokumentierte sie Entwicklungen der nationalen und internationalen Gesetzgebung im Urheber- und Medienrecht. Unregelmäßig wurden auch Beiträge älteren Datums nachgedruckt, so etwa Schriften von Josef Kohler oder Julius Eduard Hitzig, sowie seit 2009 auch Beiträge, die ursprünglich in der über Paul Dienstag mit der UFITA verbundenen Zeitschrift Geistiges Eigentum erschienen waren. Anders als in früheren Jahrgängen wurden seit einiger Zeit keine Gerichtsurteile mehr abgedruckt.
Ein Registerband der Bände 101–2016/II (in Anknüpfung an das 1989 erschienene Generalregister für die Bände 1–100) erschien im Jahr 2017.

## Neuausrichtung ab 2018
In Band 2016/II wurde unter Verweis auf den Wechsel in der Leitung des herausgebenden Münchner Instituts für Urheber- und Medienrecht zunächst angekündigt, das Erscheinen der Zeitschrift mit diesem Band einzustellen. Später erklärte das Institut allerdings, die Zeitschrift zukünftig mit stärkerem Fokus auf Medienrecht und -wissenschaft fortführen zu wollen. Seit 2018 wird sie im Nomos Verlag, Baden-Baden fortgesetzt. Gegenstand sind „grundlegende Fragestellungen und aktuelle  Entwicklungen in der Urheber- und Medienrechtswissenschaft mit ihren rechtsphilosophischen, rechtshistorischen, methodologischen sowie ökonomischen Grundlagen“. Die UFITA wurde zudem für interdisziplinäre Diskussionen geöffnet und auch Publikationen aus der Medien- und Kommunikationswissenschaft ermöglicht.
Die UFITA wird neu gemeinsam getragen vom Institut für Urheber- und Medienrecht (München) und vom Institut für Europäisches Medienrecht (Saarbrücken). Herausgeber sind u. a. Nadine Klass (Direktorin Institut für Urheber- und Medienrecht) und Mark D. Cole (Direktor Institut für Europäisches Medienrecht).

## Schriftenreihe
Zur UFITA gehört auch eine Schriftenreihe, in der in erster Linie Dissertationen zum Urheberrecht veröffentlicht werden und die heute von Manfred Rehbinder und dem Institut für Urheber- und Medienrecht herausgegeben wird. Die Schriftenreihe erscheint beim Nomos Verlag und umfasst bereits über 280 Bände.